# Aix-les-Bains
Aix-les-Bains (Savoyaards: Èx-én-Savouè) is een Franse gemeente en stad in de regio Auvergne-Rhône-Alpes. De gemeente Aix-les-Bains behoort tot het Franse departement Savoie en ligt aan de oostkant van het Lac du Bourget en aan de voet van de Mont Revard. De inwoners worden Aixois genoemd. De gemeente telde 32.175 inwoners op 1 januari 2022. Het is hiermee de op een na grootste gemeente van het departement.
De stad is bekend om haar natuurlijke bronwater dat een genezende werking zou hebben. De binnenstad kenmerkt zich door het oude stadscentrum, parken en het in de omgeving bekende Casino Grand Cercle. Dit is een grote uitgaansgelegenheid met onder andere een casino en een theater. Het gebouw is van binnen deels bekleed met bladgoud. Het monumentale Château de la Roche du Roi (het Koningsrotskasteel) is ook gelegen in de gemeente Aix-les-Bains. Het is een van de toeristische trekpleisters van de stad.

## Geschiedenis

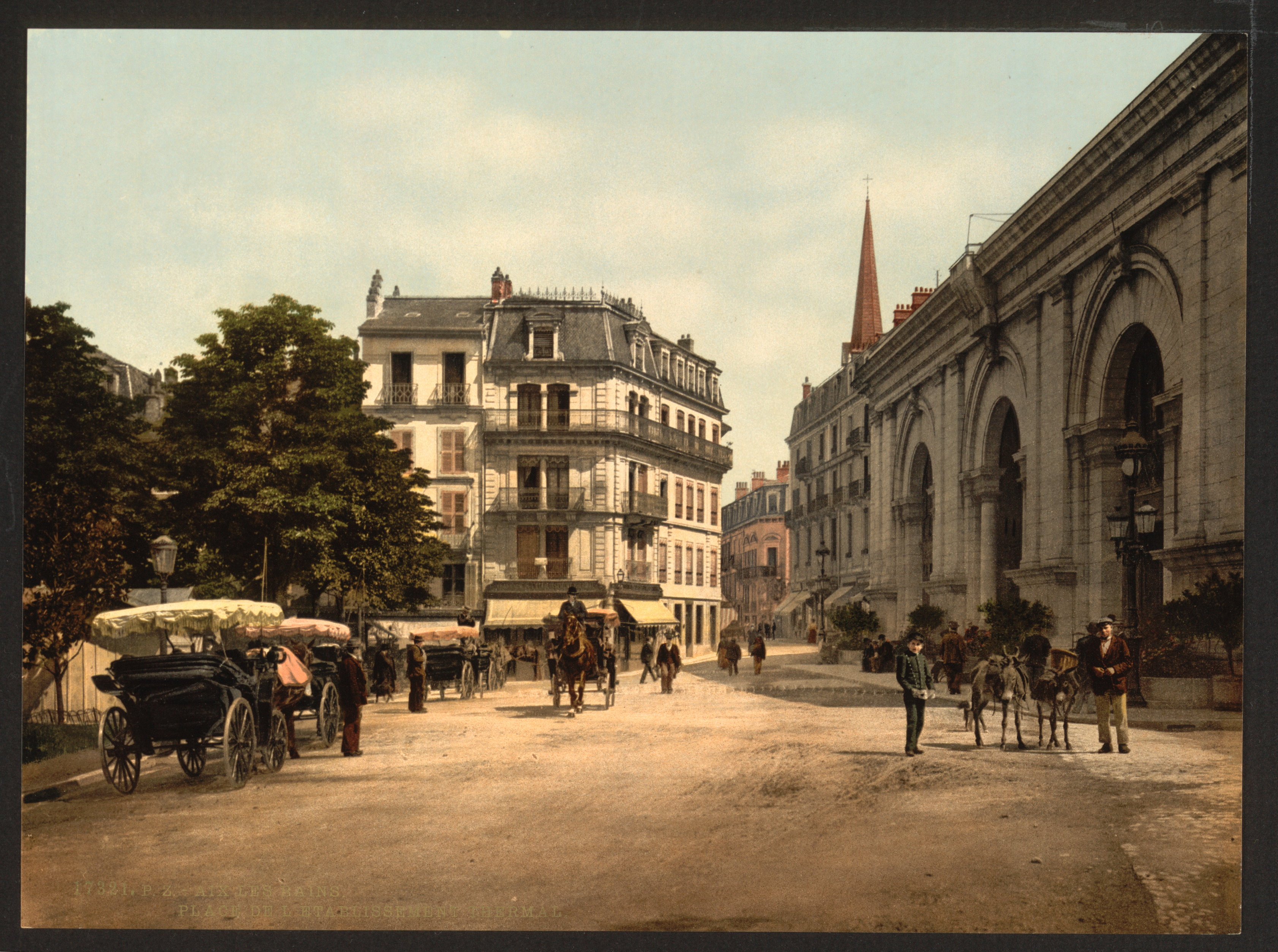
Aix-les-Bains in de jaren 1890

De warmwaterbronnen waren bekend bij de Romeinen. Zij bouwden er thermen en een tempel gewijd aan Diana. Aquae was een vicus die afhing van de stad Vienne.
In de middeleeuwen was Aix een kleine, ommuurde stad met niet meer dan duizend inwoners. Op het grondgebied van de huidige gemeente lagen verder verschillende gehuchten. In 1739 werd de helft van de stad in de as gelegd door een brand. Bij de wederopbouw werden de straten hertekend en kwam er een verbod om huizen met meer dan twee verdiepingen te bouwen. Vanaf de achttiende eeuw kreeg Aix een haven aan het meer, gebruikt voor personen- en goederentransport.
Tussen 1779 en 1783 liet koning Victor Amadeus III van Sardinië een thermaal station bouwen. Dit was het begin van de ontwikkeling van Aix als kuuroord. In 1806 werden er 1200 toeristen geteld. Na de aanhechting van Savoye bij Frankrijk in 1860 kende het toerisme een sterke groei. Fransen konden nu de thermen bezoeken zonder formaliteiten aan de grens en in 1866 werd bovendien het treinstation geopend. Tijdens de belle époque onderging Aix-les-Bais een belangrijke transformatie met de bouw van hotels en villa's, een nieuwe haven, een nieuw stadhuis, een nieuwe markt en een nieuwe, grotere kerk. In de jaren 1920 kwam er ook industrie in de gemeente. Na de Tweede Wereldoorlog bleef het toerisme belangrijk. Aix-les-Bains werd het belangrijkste kuuroord van Frankrijk met in de jaren 1980 gemiddeld 60.000 gasten per jaar.

## Geografie
De oppervlakte van Aix-les-Bains bedroeg op 1 januari 2022 12,62 vierkante kilometer; de bevolkingsdichtheid was toen 2.549,5 inwoners per km².
In het westen van de gemeente ligt het Lac du Bourget. Boven het meer torent het plateau Le Revard met een hoogte tot 1550 meter.
De onderstaande kaart toont de ligging van Aix-les-Bains met de belangrijkste infrastructuur en aangrenzende gemeenten.

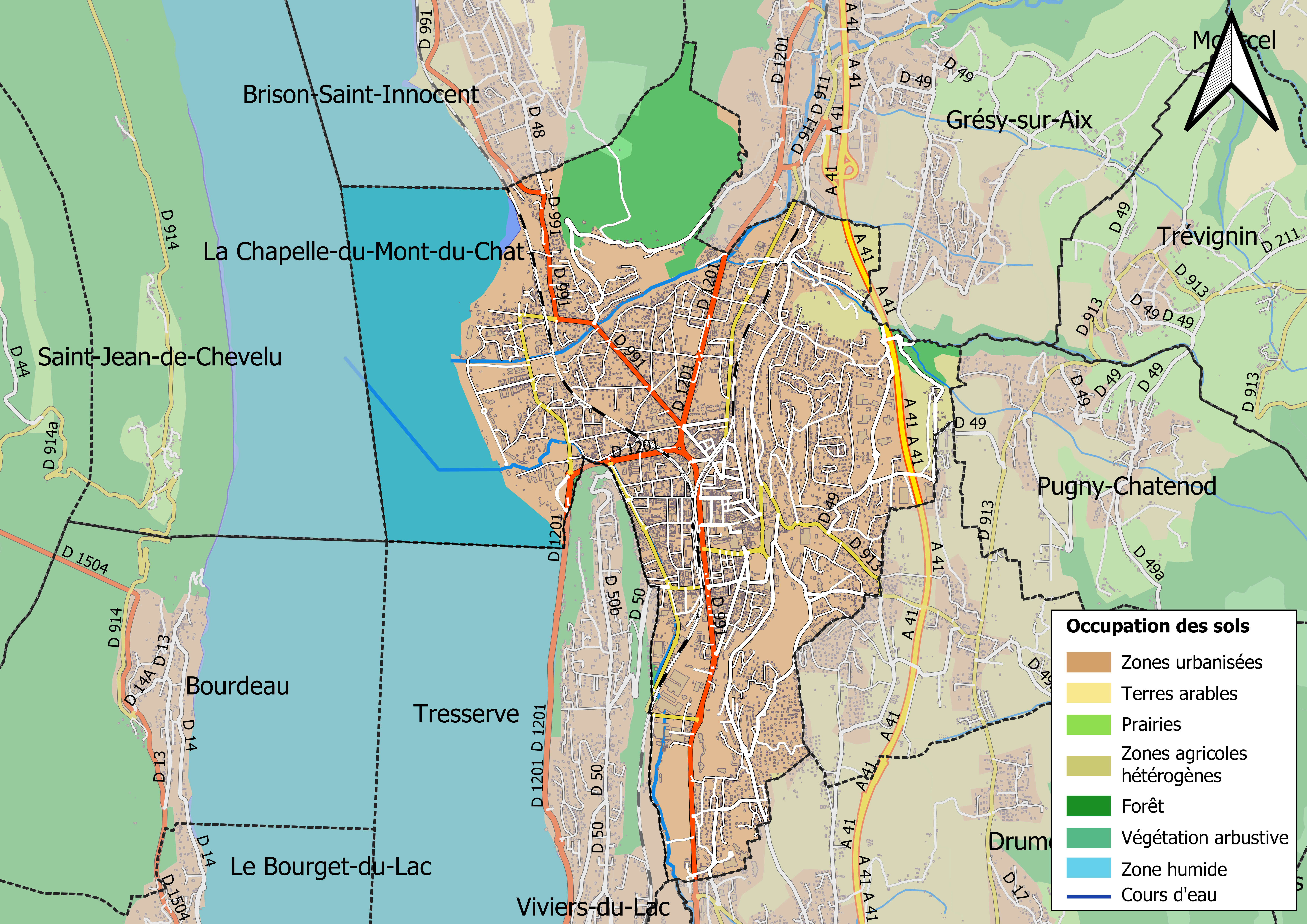

## Economie
In 2023 ontvingen de twee thermen van Aix-les-Bains, Thermes Chevalley en Thermes de Marlioz, samen ongeveer 30.000 kuurgasten. Hiermee was Aix-les-Bains het op drie na belangrijkste kuuroord van Frankrijk. Daarnaast lokken het meer en de nabijgelegen bergen ook veel toeristen.
Autofabrikant Aixam is gevestigd in de gemeente.

## Verkeer en vervoer
In de gemeente ligt spoorwegstation Aix-les-Bains-Le Revard. De autosnelweg A41 loopt door de gemeente.

## Demografie
Vanaf de jaren 1950 kende de bevolking een sterke groei.
Onderstaande figuur toont het verloop van het inwonertal (bron: INSEE-tellingen).

## Bezienswaardigheden
Aix-les-Bains draagt sinds 2014 het label Ville d'art et d’histoire. Bezienswaardigheden zijn:
- Boog van Campanus, funerair erfgoed opgetrokken in opdracht van de Romeinse patriciër Lucius Pompeius Campanus;
- Hôtel de ville. In het stadhuis zijn de Romeinse tempel van Diana en een laat-gotisch kasteel uit het begin van de zestiende eeuw verwerkt.
- Château de la Roche du Roi (1900), een fantasiekasteel ontworpen door stadsarchitect Jules Pin;
- Casino Grand Cercle (1850);
- Voormalige luxehotels zoals Grand Hôtel, Splendide, Bernascon, Excelsior, Mirabeau en International;
- Landelijk geklasseerde thermaalbaden, zogenaamde thermes nationaux.

### Galerij

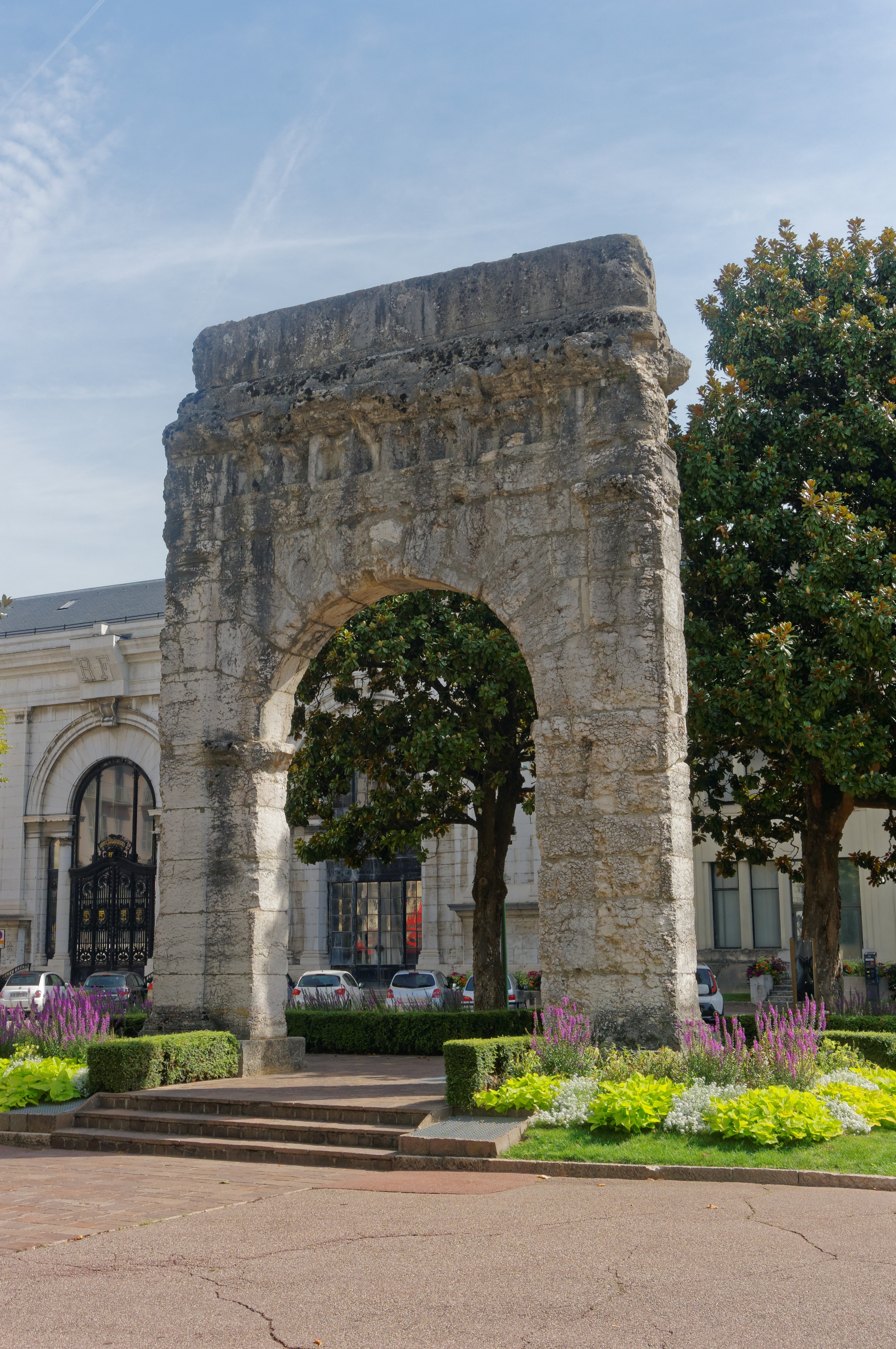
Boog van Campanus
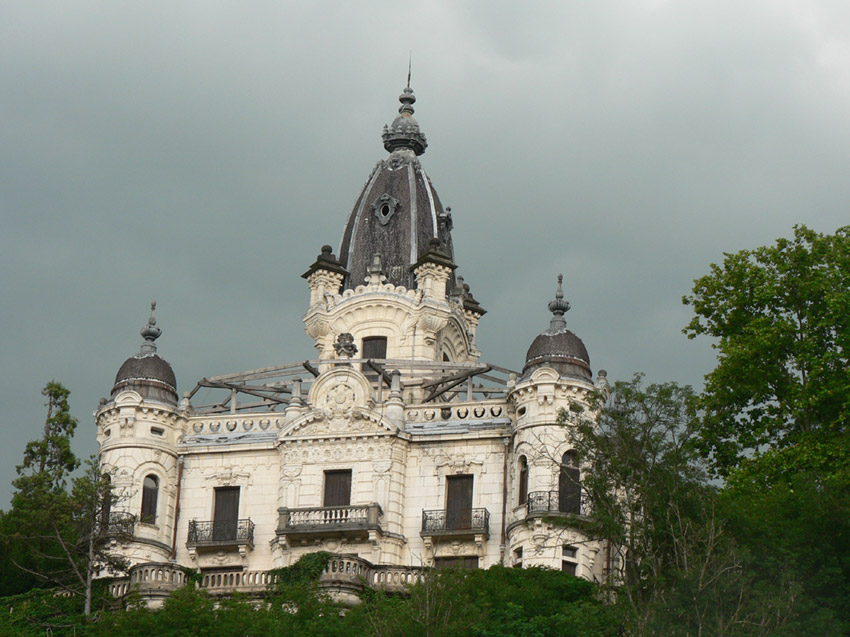
Château de la Roche du Roi
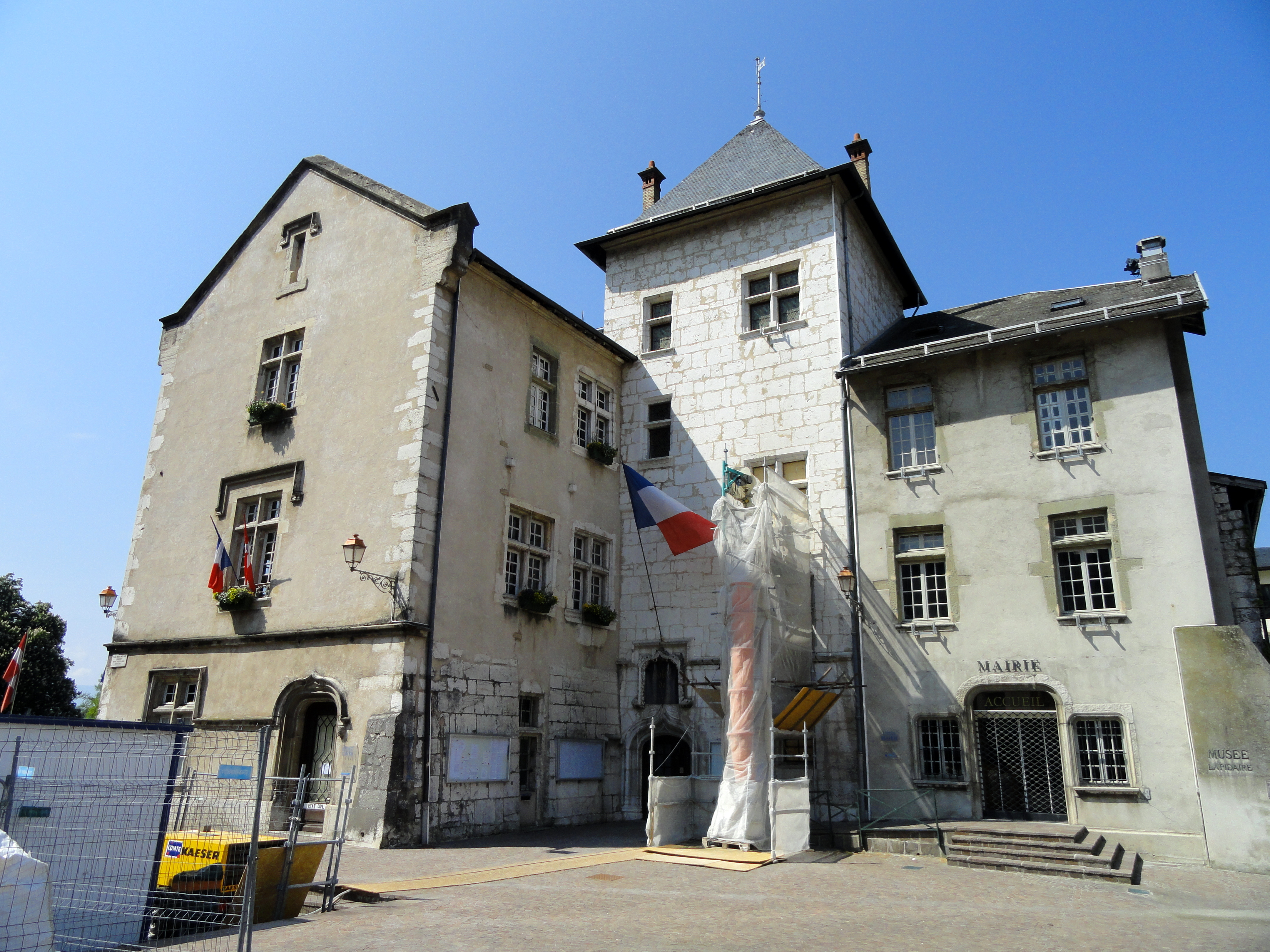
Stadhuis
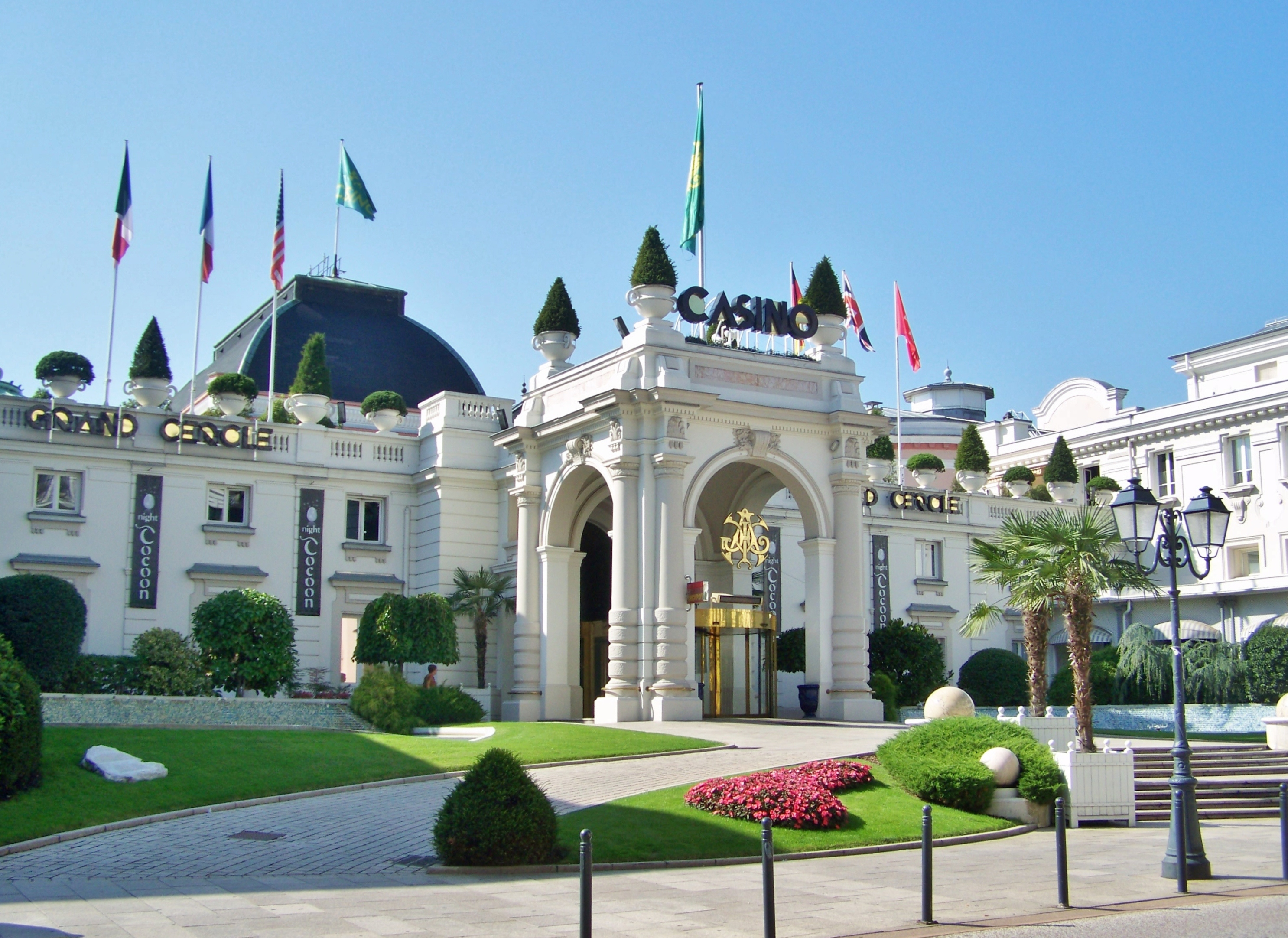
Casino
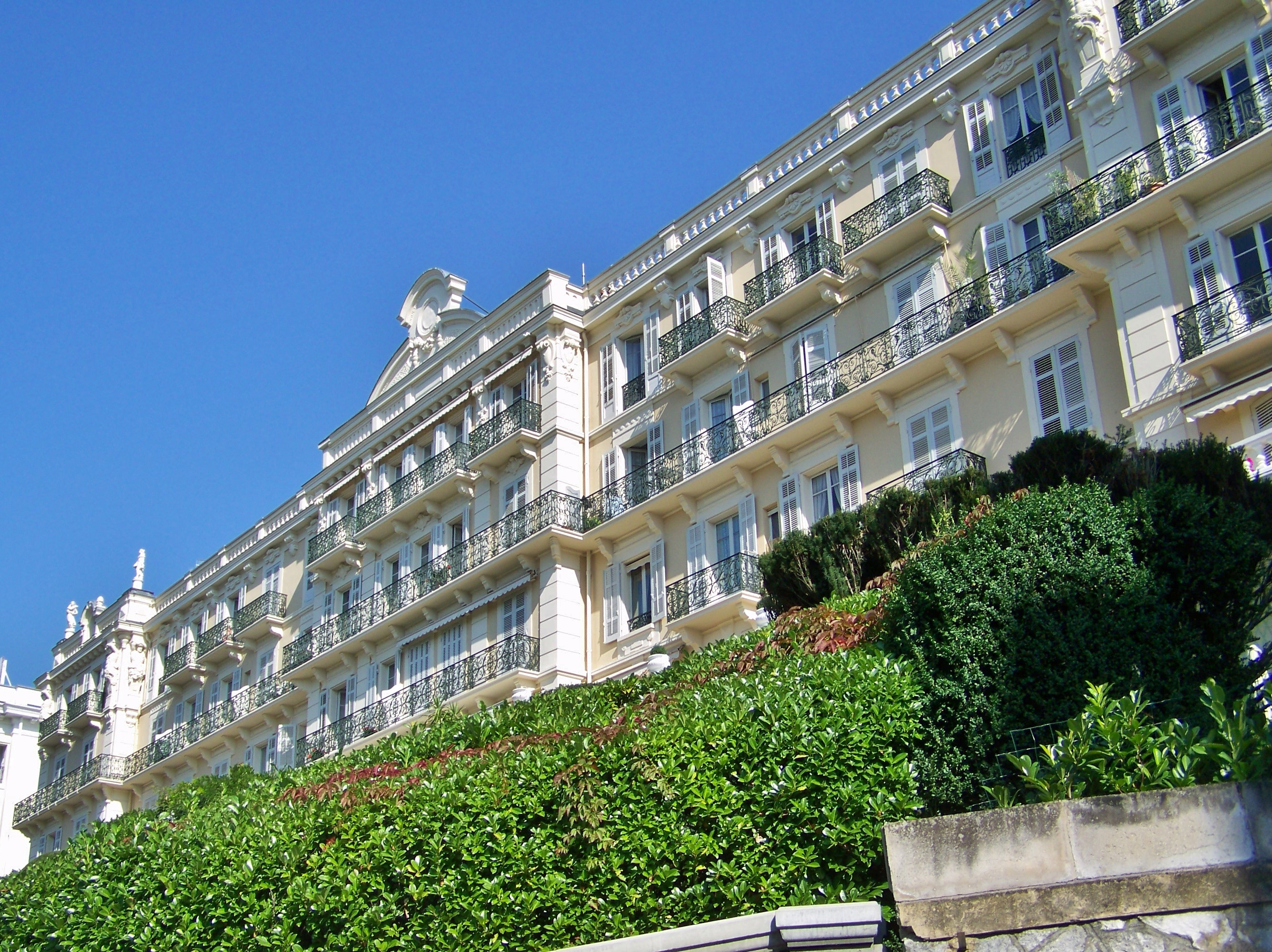
Hôtel Splendide
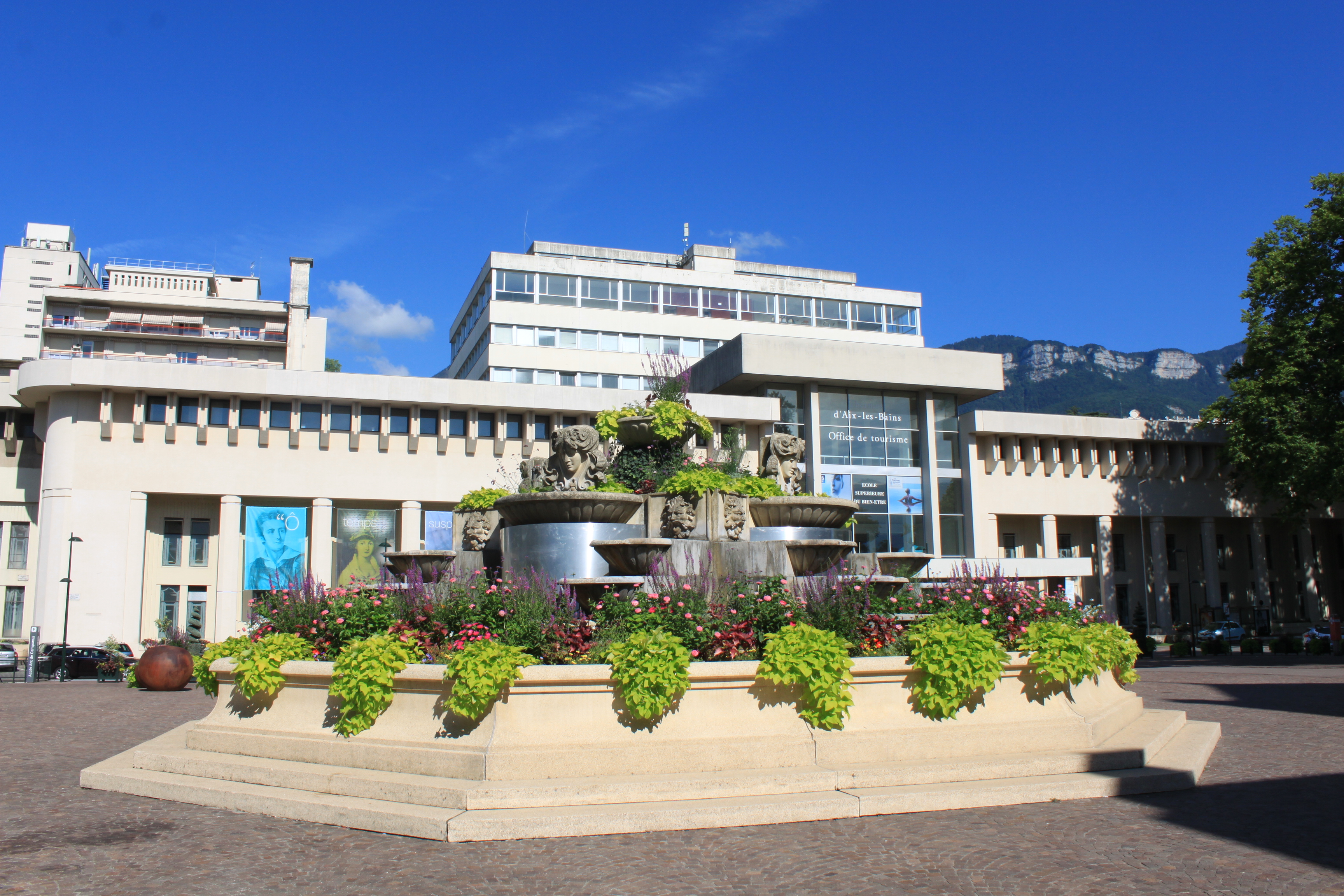
Thermes nationaux
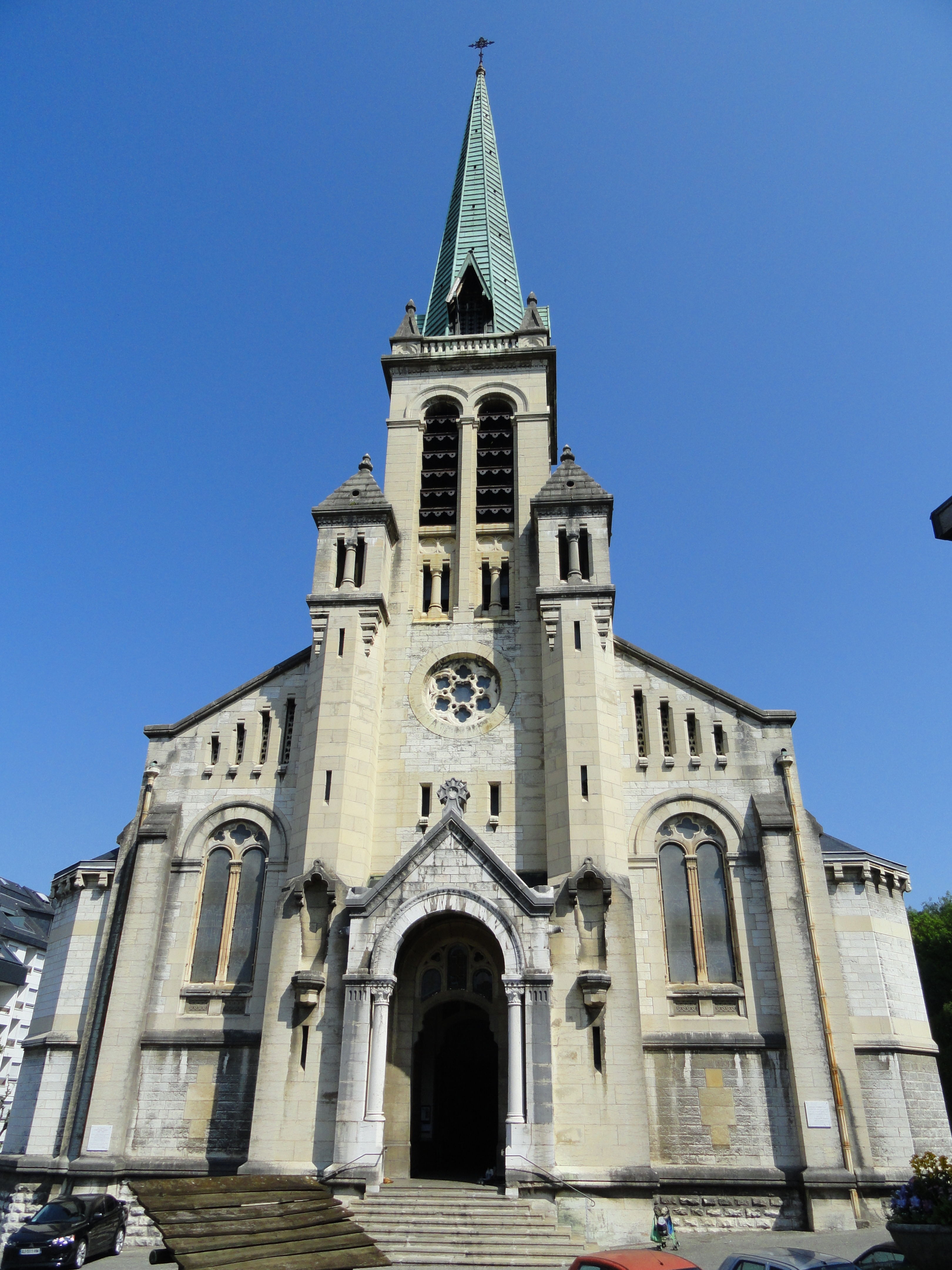
Kerk Notre-Dame

## Sport
Op 21 juli 1989 won Greg LeMond de 19e etappe van de Tour die finishte in Aix-les-Bains. LeMond won de sprint van een klein groepje overgebleven renners. Ook in 1996 en 2001 was Aix-les-Bains aankomstplaats voor de Tour, deze etappes werden respectievelijk door Michael Boogerd en de Rus Serguei Ivanov gewonnen. In totaal was de Tour de France 22 keer in Aix-les-Bains als start- en/of aankomstplaats van een etappe.

## Geboren
- Gabriel-Marie Garrone (1901-1994), aartsbisschop van Toulouse, curiekardinaal
- Christiane Legrand (1930-2011), zangeres en stemactrice (sopraan)
- Matthieu Ricard (1946), persoonlijk vertaler van de veertiende dalai lama en schrijver van boeken over boeddhisme en de oosterse filosofie
- Thierry Tulasne (1963), tennisser en tenniscoach
- Hervé Renard (1968), voetballer en voetbalcoach
- Jean-Pierre Delphis (1969), wielrenner
- Soheil Ayari (1970), autocoureur
- Victor Muffat-Jeandet (1989), alpineskiër
- Anaïs Caradeux (1990), freestyleskiester
- Edouard Michut (2003), voetballer

## Overleden
- François Amédée Doppet (1753-1799), generaal en arts
- Charles Édouard Lefèbvre (1843-1917), componist en muziekpedagoog
- Georges Lorand (1860-1918), Belgisch advocaat, redacteur, bestuurder en politicus voor de Liberale Partij
- Alfred Boucher (1850-1934), beeldhouwer
- Pavel Miljoekov (1859-1943), Russisch geschiedkundige en liberaal politicus
- Léon Brunschvicg (1869-1944), idealistisch filosoof
- Jean de Sperati (1884-1957), Italiaans meester-vervalser

## Partnersteden
- Kislovodsk, Rusland
- Milena, Italië
- Moulay Yacoub, Marokko
- Fairbanks, Alaska